# Konfederacja Polski Niepodległej

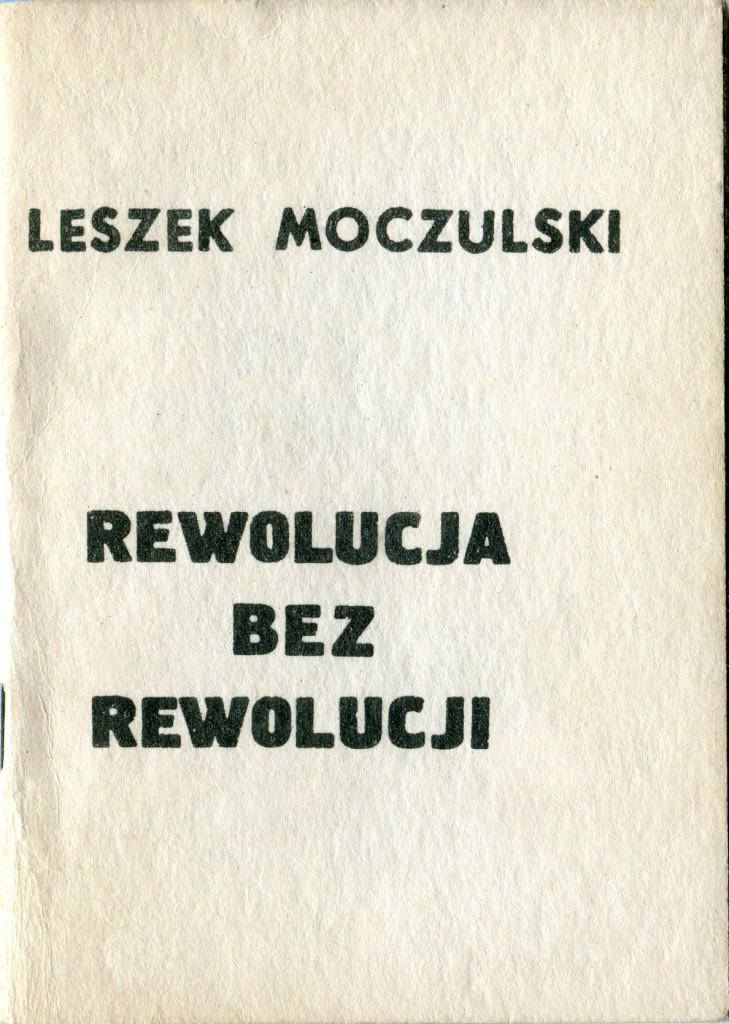
Rewolucja bez rewolucji Leszka Moczulskiego, nieoficjalny program KPN, opublikowana została po raz pierwszy w czerwcu 1979 w „Drodze”. Potem była wielokrotnie wydawana w kraju i za granicą jako samodzielna pozycja

Konfederacja Polski Niepodległej (KPN) – polskie ugrupowanie polityczne założone 1 września 1979 przez Leszka Moczulskiego, Tadeusza Stańskiego i Romualda Szeremietiewa, nawiązująca do tradycji piłsudczykowskich. Pierwsza partia o charakterze antykomunistycznym, która powstała w Europie Środkowo-Wschodniej w okresie postalinowskim. Jako partia polityczna funkcjonowała do 12 stycznia 2018 z przerwą w latach 2003–2007.

## Historia

### Działalność opozycyjna w PRL

#### Geneza
Geneza KPN wiąże się z Leszkiem Moczulskim oraz z ROPCiO, który Leszek Moczulski traktował jako etap na drodze do utworzenia jawnej partii niepodległościowej.
Nieoficjalnym programem KPN stała się praca Leszka Moczulskiego Rewolucja bez rewolucji, opublikowana w czerwcowym numerze „Drogi” w 1979. W tym dokumencie Leszek Moczulski nazywał PRL „formą władztwa radzieckiego nad Polską”. Prognozował, że państwo stoi u progu spontanicznego wybuchu społecznego gniewu spowodowanego załamaniem się gospodarki planowej. Twierdził, że w perspektywie czasu, w którym nastąpi ta społeczna eksplozja, interwencja radziecka jest mało prawdopodobna. Umożliwia to realizację programu niepodległościowego metodą „konstruktywnej rewolucji”, „która jest niczym innym jak polską rewolucją narodową”. Autor postulował stopniową budowę „Trzeciej Rzeczypospolitej” i sformułował pięć kolejnych faz osiągnięcia tego celu. Podkreślał, że jest on realny oraz że można go osiągnąć bez rozlewu krwi. „Cała sprawa polega więc na tym, aby sprowokowaną eksplozję społeczną przekształcić w masowe działania oparte na trzech zasadach: strajk okupacyjny zamiast konfrontacji ulicznej, powszechność strajku we wszystkich regionach i dziedzinach gospodarki, samoorganizacja”.
Dziś ten dokument jest postrzegany jako manifest realizmu politycznego, zakładający drogę do odzyskania przez obywateli niepodległego bytu politycznego przy jednoczesnym minimalizowaniu kosztów. Realizacja programu niepodległościowego miała być rewolucyjna ze względu na cel, a nie z uwagi na metodę.
W latach 1977–1979 powstało kilka niewielkich grup opozycyjnych, które później weszły w skład KPN (obok środowiska „Drogi”). Były to: Lubelska Grupa Ludowa, Ruch Porozumienia Polskich Socjalistów, Siedlecko-Podlaska Grupa Ludowo-Narodowa i Związek Narodowy Katolików.
Pod Aktem Konfederacji Polski Niepodległej znalazły się nazwiska (w niektórych wypadkach pseudonimy) 50 osób. Większość z nich wyraziła wcześniej zgodę na umieszczenie swych nazwisk pod dokumentem i 1 września 1979 była nieobecna w Warszawie. Proklamowanie KPN ogłosiła Nina Milewska 1 września 1979 w Warszawie, przy Grobie Nieznanego Żołnierza. Inni przywódcy KPN byli w tym czasie w areszcie (masowe zatrzymania dokonywane przez SB miały zapobiec ogłoszeniu powstania nowej organizacji). 17 września 1979 na zebraniu organizacyjnym w mieszkaniu Moczulskiego zdołano wybrać przewodniczącego partii (został nim Leszek Moczulski), po czym ponownie wkroczyli funkcjonariusze SB i zatrzymali zebranych. Integralną częścią aktu założycielskiego były Deklaracja Ideowa oraz Tymczasowy Statut. Struktura terenowa partii była wzorowana na strukturze Armii Krajowej i obejmowała początkowo 4 obszary: I z siedzibą w Warszawie, II z siedzibą w Krakowie, III z siedzibą we Wrocławiu oraz IV z siedzibą w Szczecinie. Na czele każdego z obszarów stało Kierownictwo Akcji Bieżącej (KAB) podległe Centralnemu Kierownictwu Akcji Bieżącej (CKAB).
Rezolucja Rady Politycznej z 11 listopada 1979 podkreślała solidarność i wspólnotę interesów wszystkich narodów Europy środkowo-wschodniej. Kolejna rezolucja Rady Politycznej z 15 maja 1980 protestowała przeciwko zniewoleniu Ukrainy przez ZSRR, wyrzekała się jakichkolwiek pretensji terytorialnych, wzywała do przezwyciężenia wzajemnych uprzedzeń oraz apelowała o „zapewnienie obu narodom swobodnego przekraczania granicy między Polską a Ukrainą w warunkach demokratycznego bytu obu państw”.
Kapeenowski model opozycyjności cechowały: radykalnie krytyczny stosunek do ZSRR, postulat współpracy wszystkich ośrodków demokratycznej opozycji w PRL oraz połączenie radykalnego, maksymalistycznego programu z umiarkowanymi i odbywającymi się na wielu polach działaniami.

#### Lata 1980–1989

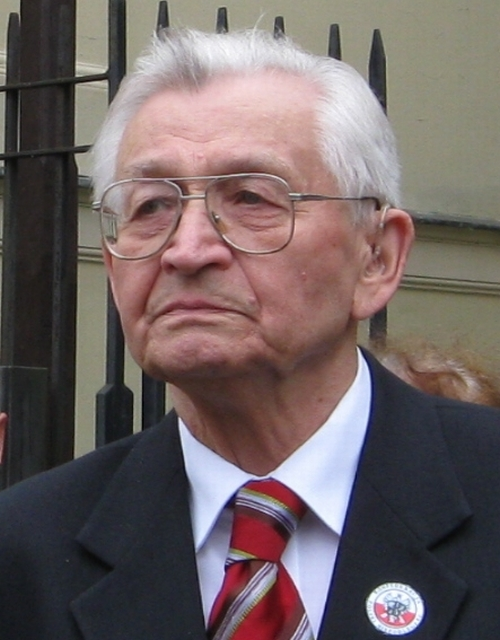
Wieloletni przewodniczący KPN Leszek Moczulski

Przed Sierpniem KPN wydawała trzy pisma. Były to: „Droga”, „Gazeta Polska” oraz „Opinia Krakowska”. Otwarto także biura zagraniczne KPN: w Szwecji (pełnomocnicy: Jerzy Kleban i Tomasz Strzyżewski), w Norwegii (Władysław Gauza), w RFN (Maciej Pstrąg-Bieleński), we Francji (Tadeusz Brzostek), w Hiszpanii (Jerzy Radłowski), w Wielkiej Brytanii (Franciszek Wilk), w USA (Henryk Szuster) oraz w Kanadzie (Marian Orłowski). Działacze KPN za granicą (Władysław Gauza, Maciej Pstrąg-Bieleński oraz Tomasz Strzyżewski) mieli też reprezentować KPN na madryckim posiedzeniu Konferencji Bezpieczeństwa i Współpracy w Europie w 1980.
Między 21 a 25 lutego 1980 KPN usiłowała zarejestrować w czterech okręgowych komisjach wyborczych 8 kandydatów w wyborach do Sejmu PRL VIII kadencji. Byli to: Leszek Moczulski i Tadeusz Stański w Warszawie, Roman Kściuczek w Katowicach, Krzysztof Gąsiorowski i Stanisław Tor w Krakowie, Stanisław Franczak, Zdzisław Jamrożek i Janusz Piotrowski w Lublinie. Równocześnie przeprowadzona została akcja popularyzująca niepodległościowy program KPN (ulotki i plakaty drukowane w drugim obiegu, napisy na murach). Rada Polityczna KPN uchwaliła w lutym 1980 „Platformę Wyborczą KPN”. Władze PRL nie zezwoliły na rejestrację kandydatów niezależnych, a SB odpowiedziała represjami: w Krakowie rozbito przygotowane spotkanie przedwyborcze, trzykrotnie uniemożliwiono konferencje prasowe w mieszkaniu Moczulskiego, dokonano ok. 150 zatrzymań działaczy KPN na 48 godzin, Romana Kściuczka pobito i skazano na trzy miesiące aresztu. W tej sytuacji KPN wezwała do bojkotu wyborów z 23 marca 1980 lub do skreślania wszystkich kandydatów i wrzucania do urn kartek z napisem KPN.

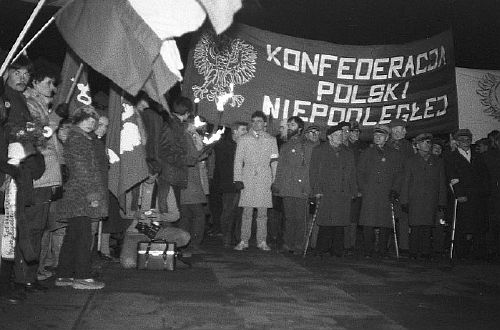
11 listopada 1981 – kilkutysięczny wiec współorganizowany przez KPN na Placu Matejki w Krakowie przy symbolicznym Grobie Nieznanego Żołnierza, wśród kombatantów – płk Józef Herzog, który wygłosił ostatnie publiczne wystąpienie

26 lipca 1980 w prywatnym domu w Lądku Zdroju odbył się I Kongres KPN. W trakcie Kongresu doszło do interwencji SB i uczestnicy Kongresu zostali zatrzymani. Ponieważ nie mieścili się w areszcie, umieszczono ich w milicyjnej świetlicy, gdzie kontynuowali obrady do czasu, aż rozwieziono ich do okolicznych aresztów lub zwolniono. Najważniejsze uchwały I Kongresu dotyczyły przyjęcia tymczasowego statutu oraz wyboru władz statutowych. Leszek Moczulski został formalnie Przewodniczącym Rady Politycznej KPN.
W ciągu pierwszych czterech miesięcy „karnawału Solidarności” aresztowano kolejno 7 działaczy KPN: Moczulskiego (już we wrześniu 1980), Zygmunta Goławskiego, Tadeusza Stańskiego (obu w listopadzie 1980), Krzysztofa Bzdyla, Tadeusza Jandziszaka oraz Jerzego Sychuta (wszystkich w grudniu 1980), Romualda Szeremietiewa (w styczniu 1981). W obawie przed represjami wobec innych działaczy KPN w grudniu 1980 zawieszono jej działalność (do lipca 1981), natomiast członkowie i sympatycy KPN podjęli aktywną działalność w Komitetach Obrony Więzionych za Przekonania.
Akcje protestacyjne KOWzaP-ów (zwłaszcza protesty głodowe i marsze protestacyjne w maju i czerwcu 1981) oraz wysiłki śmiertelnie chorego prymasa Stefana Wyszyńskiego doprowadziły do uwolnienia wszystkich aresztowanych działaczy KPN (6 czerwca 1981).
15 czerwca 1981 rozpoczął się przed Sądem Wojewódzkim w Warszawie proces czterech przywódców KPN: Jandziszaka, Moczulskiego, Stańskiego i Szeremietiewa. Trzej ostatni na wniosek prokuratury 9 lipca 1981 zostali ponownie aresztowani.

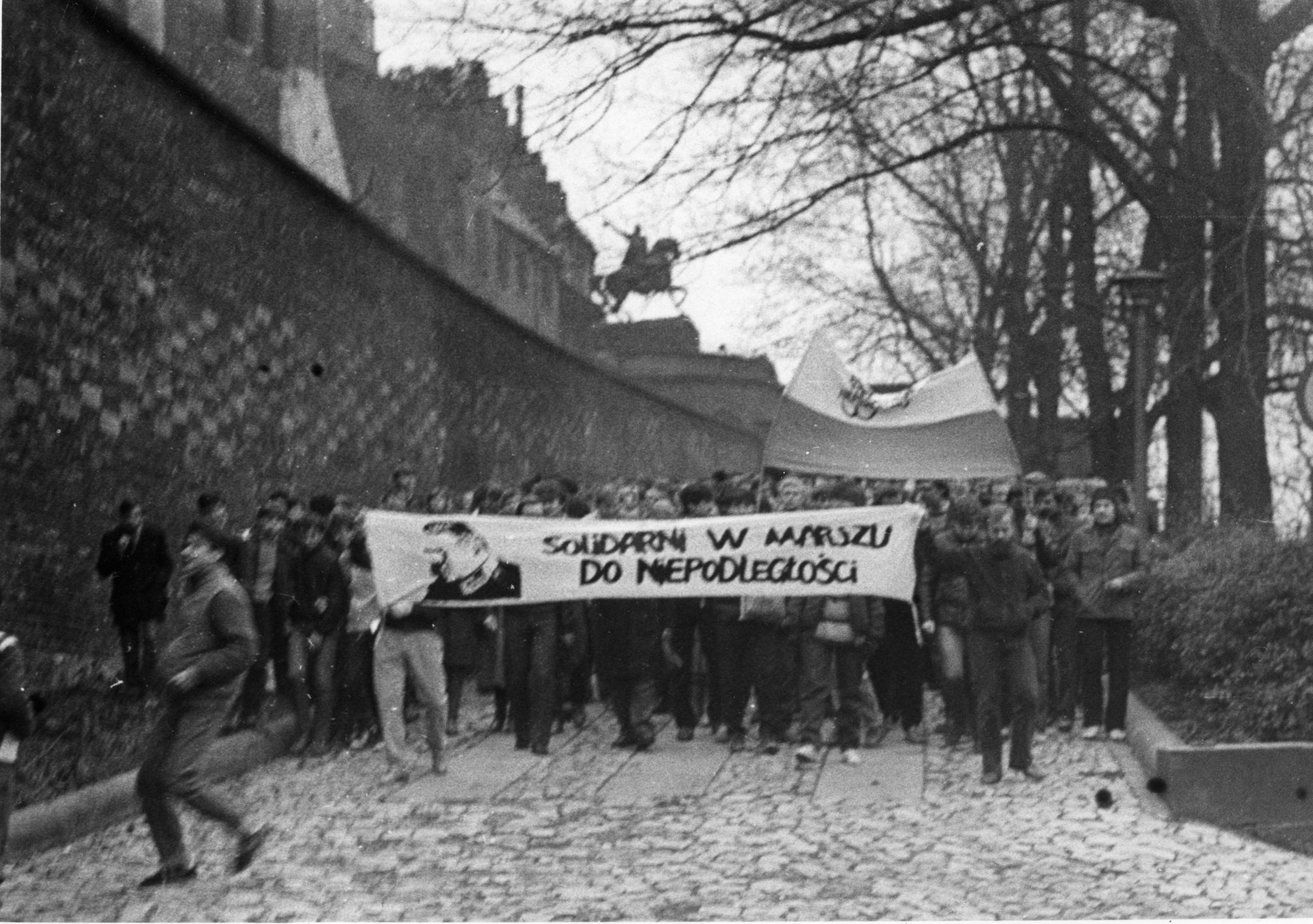
11 listopada 1984 – manifestacja zorganizowana przez krakowską KPN schodzi z Wawelu w kierunku symbolicznego Grobu Nieznanego Żołnierza na Placu Matejki

Jawny proces przywódców KPN spowodował upowszechnienie się niepodległościowego programu KPN i znaczący wzrost liczby członków i sympatyków tej partii. Stało się tak, mimo że drugiej połowie 1981 funkcję p.o. przewodniczącego Rady Politycznej KPN pełnił Krzysztof Gąsiorowski, ewidencjonowany w archiwach MSW jako tajny współpracownik SB. Świadectwem wzrostu siły KPN w omawianym okresie są też nowe pisma, m.in. „Słowo” w Lublinie, „Przedświt” w Bydgoszczy i „Czyn” w Białymstoku.
W oficjalnych publikacjach oceniano, że w tym czasie liczebność KPN wynosiła od ok. 1,5 tys. do ok. 3 tys. członków. Najbardziej aktywnie rozwijała się KPN w województwie katowickim oraz w Krakowie, a także: w Warszawie, Częstochowie, Płocku, Radomiu, Kielcach, Siedlcach, Lublinie i Toruniu. Grupy KPN zaczęły się tworzyć w niewielkich miastach, a nawet wsiach. Zaczęły powstawać komórki organizacyjne KPN w zakładach pracy. Zwracano uwagę, że KPN działała jako organizacja kadrowa, a szybki wzrost popularności KPN w drugiej połowie 1981 oznaczał, że liczebność potencjalnych jej zwolenników należało szacować znacznie wyżej.
W I połowie 1981 KPN utworzyła Zespół Ekonomiczny pracujący pod kierunkiem Leszka Moczulskiego. Zespół ten opracował Plan Stabilizacji Gospodarczej – pierwszy w PRL wolnorynkowy program ekonomiczny oraz plan szybkiego wyprowadzenia kraju z pogłębiającego się kryzysu gospodarczego. W imieniu władz KPN i więzionego Leszka Moczulskiego założenia Planu Stabilizacji Gospodarczej zostały publicznie przedstawione i wniesione pod obrady I Krajowego Zjazdu Delegatów NSZZ „Solidarność” w gdańskiej Oliwie (2 października 1981, 7. dzień II tury zjazdu) przez członka władz KPN i wiceprzewodniczącego radomskiej „Solidarności” Jacka Jerza (późniejsza śmiertelna ofiara stanu wojennego). Prezentacja programu (jedno z najdłuższych wystąpień na I KZD, wielokrotnie przerywane owacjami) została entuzjastycznie przyjęta przez delegatów, zaś Plan został wniesiony do Komisji Programowej Zjazdu celem opracowania na jego podstawie, wspólnie z tzw. Programem Alternatywnym prof. Stefana Kurowskiego, programu gospodarczego NSZZ „Solidarność”.
Spodziewając się wybuchu stanu wojennego, KPN bezskutecznie wzywała do podjęcia uprzedzającego strajku generalnego od dnia 8 grudnia 1981.
W związku z wprowadzeniem stanu wojennego internowano 272 działaczy KPN.
Po wprowadzeniu stanu wojennego proces KPN wznowiono 22 lutego 1982 przed Sądem Warszawskiego Okręgu Wojskowego. 8 października 1982 ogłoszono wyrok. Moczulskiego skazano na karę 7 lat pozbawienia wolności, Stańskiego i Szeremietiewa – na 5 lat a poważnie chorego Jandziszaka na 2 lata w zawieszeniu na 5 lat. Tego samego dnia ogłoszono wyrok w krakowskim procesie KPN – 25-letni Witold Toś i 20-letni Marek Bik zostali skazani na kary po 3 lata pozbawienia wolności. Po 13 grudnia 1981 na kary bezwzględnego pozbawienia wolności skazano wielu innych działaczy KPN. Byli wśród nich: Krzysztof Bzdyl, Zenon Szendo, Ludwik Juszkiewicz, Julian de Fabritis, Zbigniew Rybarkiewicz, Ryszard Kostrzewa, Piotr Opozda, Brunon Ponikiewski, Christoforos Tulasz, Jan Kóż, Marianna Łaszewska, Mieczysław Łaszewski, Włodzimierz Schmejchel, Zbigniew Zieliński, Piotr Mittelstaedt, Marian Stach, Kazimierz Kowalówka, Bogdan Głowacki, Wiesław Grudniewicz, Waldemar Czechak, Andrzej Dytman, Zbigniew Gocławski, Jerzy Wysocki, Lesław Poeckh. W tym czasie w niewyjaśnionych okolicznościach śmierć poniosło kilka osób związanych z KPN. Byli to m.in.: Jacek Jerz (31 stycznia 1983), Zbigniew Tokarczyk (22 lutego 1984) i Witold Toś (6 sierpnia 1985). Działacze KPN byli prześladowani za druk i kolportaż bibuły, organizowanie strajków, czynny udział w manifestacjach ulicznych. W tym czasie KPN działała w sposób rozproszony w samodzielnych grupach. Najsilniejsze ośrodki KPN istniały w Krakowie i w Warszawie. W Krakowie rozpoczęto wydawanie pisma „Niepodległość”, a w Katowicach pisma „Wolny Czyn”. 1 września 1983 ukazał się komunikat Rady Politycznej KPN o pozbawieniu Krzysztofa Gąsiorowskiego praw członkowskich KPN na zawsze.
Przywódcy KPN wyszli na wolność na mocy amnestii latem 1984. Już w sierpniu 1984 Leszek Moczulski przystąpił do odbudowy partii, jako organizacji ogólnopolskiej. Jednak część przywódców opowiedziała się za kontynuowaniem działalności w konspiracji. M.in. na tym tle 9 grudnia 1984 doszło do rozłamu. KPN opuścili: Zygmunt Goławski, Tadeusz Jandziszak, Tadeusz Stański, Romuald Szeremietiew i 22 stycznia 1985 utworzyli Polską Partię Niepodległościową.
22 grudnia 1984 odbył się w Warszawie II Kongres KPN, na którym wybrano nowe władze. Przewodniczącym został ponownie Leszek Moczulski. W skład Rady Politycznej weszli: Krzysztof Król, Andrzej Szomański, Adam Słomka, Dariusz Wójcik, Zygmunt Łenyk i Zbigniew Rybarkiewicz. Uchwalono nowy statut, nakazano weryfikację dotychczasowych członków, cofnięto wcześniejsze pełnomocnictwa do reprezentowania KPN za granicą. Uchwała polityczna II Kongresu potwierdziła aktualność programu niepodległościowego przedstawionego w Rewolucji bez rewolucji i położyła nacisk na konieczności integracji opozycji. W lutym 1985 działacze KPN przekazali ambasadorom USA i Wielkiej Brytanii Memorandum do rządów państw-sygnatariuszy konferencji jałtańskiej, domagające się wywiązania się ze zobowiązania przeprowadzenia w Polsce wolnych wyborów parlamentarnych. 9 marca 1985 SB przerwała posiedzenie Rady Politycznej i zatrzymała jej uczestników. Pięciu przywódców KPN zostało aresztowanych. Drugi proces KPN toczył się przed Sądem Wojewódzkim w Warszawie od 3 marca do 22 kwietnia 1986. Leszek Moczulski został skazany na 4 lata pozbawienia wolności, Krzysztof Król i Adam Słomka – na 2,5 roku, Szomański i Wójcik – na 2 lata. Wszyscy wyszli na wolność we wrześniu 1986.
W 1987 KPN wydawała m.in. następujące pisma: „Droga”, „Gazeta Polska”, „Niepodległość”, „Wolny Czyn”, „Nie chcemy komuny”, „Świt Niepodległości”, „Orzeł Biały”, „Contra”, „Niezawisłość”, „Podbudka”, „Naród i Niepodległość”, „Konfederat Dolnośląski”, „Victoria”, „Wiarus”, „Biuletyn Informacyjny”.
W pierwszej połowie 1987 Leszek Moczulski wyjechał do Europy Zachodniej i Ameryki Północnej, gdzie spotykał się z politykami zachodnimi (m.in. z ówczesnym wiceprezydentem USA George’em Bushem) i przedstawicielami Polonii. Po jego powrocie do kraju nastąpiła reorganizacja biur zagranicznych KPN. Było ich 13, z czego 5 w USA. Najważniejsze działały w Nowym Jorku (pod kierunkiem Marka Ruszczyńskiego), w Karlstadt (Paweł Wielechowski), w Paryżu (Przemysław Zawadzki) oraz w Londynie (Andrzej Goltz). Po aresztowaniu Kornela Morawieckiego działacze KPN zaangażowali się w działania mające na celu jego uwolnienie, m.in. z inicjatywy kierownika amerykańskiego biura KPN Marka Ruszczyńskiego powstał w USA w listopadzie 1987 Komitet na rzecz Uwolnienia Kornela Morawieckiego.
W kraju Konfederacja rozbudowywała struktury (m.in. w oparciu o działające jawnie Krajowe Biura Informacyjne). Pod koniec 1988 struktura KPN obejmowała już 12 obszarów: Obszar I KPN – Warszawa, Obszar II KPN – Kraków, Obszar III KPN – Łódź, Obszar IV KPN – Lublin, Obszar V KPN – Katowice, Obszar VI KPN – Poznań, Obszar VII KPN – Wrocław, Obszar VIII KPN – Toruń, Obszar IX KPN – Gdańsk, Obszar X KPN – Rzeszów, Obszar XI KPN – Szczecin, Obszar XII KPN – Białystok.
KPN nadal organizowała demonstracje uliczne w ważne święta narodowe w dużych miastach. Jedna z takich demonstracji – 3 maja 1987 w Krakowie – została zaatakowana przez ubraną po cywilnemu grupę milicjantów, którzy brutalnie pobili i skopali osoby idące w pierwszym szeregu. Dopiero pod koniec 2009 wpłynął do sądu w Krakowie akt oskarżenia przeciwko niektórym bezpośrednim sprawcom tego pobicia.
Strajki w Polsce w 1988 były współorganizowane przez członków KPN, w szczególności w sierpniu 1988 na Śląsku. Strajki zostały zakończone wbrew stanowisku KPN, która postulowała ich kontynuację aż do uzyskania zgody władz na relegalizację „Solidarności”.

## Okrągły Stół i wybory kontraktowe
W przededniu Okrągłego Stołu KPN usiłowała zacieśnić współpracę z innymi środowiskami opozycyjnymi oraz podejmowała działania mające na celu integrację całej opozycji niepodległościowej. 11 października 1988 w Warszawie doszło do spotkania Komisji Przygotowawczej Opozycji Niepodległościowej. 13 października 1988 z inicjatywy Jacka Kuronia, Bronisława Geremka i Leszka Moczulskiego spotkali się przedstawiciele większości środowisk opozycyjnych. Przedstawiciele KPN oraz innych środowisk niepodległościowych nie weszli jednak w skład utworzonego w grudniu 1988 Komitetu Obywatelskiego przy Lechu Wałęsie.
KPN nie wzięła udziału w rozmowach w Magdalence i Okrągłego Stołu. W przededniu tych rozmów, w dniu 4 lutego 1989, zwołano III Kongres KPN w Warszawie, który został rozbity przez SB. 25 lutego 1989 w Jastrzębiu KPN współorganizowała Kongres Opozycji Antyustrojowej, który również został rozbity przez SB.
Obrady III Kongresu KPN kontynuowano 4 marca 1989 w Krakowie. Kongres nie wykluczył udziału KPN w wyborach kontraktowych. Podkreślono jednak, że „udział w takich wyborach będzie formą walki politycznej z narzuconym Polsce systemem i satelickimi władzami PRL”. Wybrano nową Radę Polityczną w składzie: Stanisław Dronicz, Krzysztof Król (obaj z Warszawy), Ryszard Bocian, Maciej Gawlikowski, Andrzej Izdebski i Zygmunt Łenyk (wszyscy czterej z Krakowa), Barbara Czyż i Adam Słomka (oboje z Katowic), Andrzej Ostoja-Owsiany (Łódź), Dariusz Wójcik (Lublin), Wojciech Pęgiel (Poznań) i Antoni Lenkiewicz (Wrocław).
Wiosną 1989 członkowie KPN aktywnie uczestniczyli w walkach ulicznych, jakie miały miejsce w wielu miastach (brali w nich udział także działacze Federacji Młodzieży Walczącej, NZS oraz Ruchu Wolność i Pokój). Walki te rozpoczęły się 17 lutego 1989 w Krakowie, gdzie jedyny raz w dziejach PRL członek rządu (minister edukacji narodowej Jacek Fisiak) wpadł w ręce demonstrantów. Apogeum tych walk miało miejsce w maju 1989 również w Krakowie („krakowski maj”), gdzie w trakcie trzydniowych walk ZOMO używało pałek, armatek wodnych, gazu łzawiącego i rakiet oświetlających, a demonstranci kamieni, butelek z benzyną i prętów. ZOMO strzelało rakietami, petardami i granatami wprost w tłum. Dochodziło do walk wręcz, a demonstranci budowali barykady. Rannych było kilkadziesiąt osób po obu stronach. Walki zakończyły się 18 maja 1989 po rozmowach delegacji (z udziałem Leszka Moczulskiego) z przedstawicielami władz. Następnego dnia na Rynku Głównym w Krakowie odbył się wiec przedwyborczy Moczulskiego.
W wyborach kontraktowych KPN wystawiła własną listę kandydatów. Mimo braku środków finansowych, dostępu do mediów, krótkiego czasu oraz wysiłków SB zarejestrowano 17 kandydatów na posłów (m.in. Leszka Moczulskiego, Krzysztofa Króla i Adama Słomkę) oraz 6 na senatorów. W plebiscycie, jakim okazały się wybory 4 czerwca 1989, KPN nie zdobyła ani jednego mandatu, jednak w latach 1988–1989 Konfederacja zyskała na znaczeniu.
W 1989 „nieznani sprawcy” zamordowali dwóch kapelanów KPN. Byli to ks. Stanisław Suchowolec (zginął 29 stycznia 1989) oraz ks. Sylwester Zych (zginął 11 lipca 1989).

### III Rzeczpospolita

#### Początki III RP
Po wyborach kontraktowych nastąpił wzrost znaczenia KPN. Partia ta stała się trzecią siłą polityczną w kraju po obozie rządzącym i „Solidarności”. SB szacowała w tym czasie liczebność KPN na 6 do 8 tysięcy osób. Liczące się struktury KPN istniały już nie tylko w Krakowie, Warszawie, Katowicach, Lublinie, Łodzi, Wrocławiu i Tarnowie, ale także w 17 innych miastach wojewódzkich. Przez cały czas, także w czasie kampanii wyborczej przed 4 czerwca oraz później, Konfederacja była inwigilowana przez SB. Po powstaniu rządu Tadeusza Mazowieckiego nastąpił wręcz wzrost inwigilacji.
KPN zdystansowała się wobec układu powstałego wokół Okrągłego Stołu. Od 3 do 19 lipca 1989 (data wyborów prezydenta przez Zgromadzenie Narodowe) konfederaci organizowali wielodniową pikietę przed Sejmem pod hasłem: „Chcemy prezydenta, nie agenta”. Przeciwko wyborowi Wojciecha Jaruzelskiego na prezydenta, KPN zorganizowała też demonstracje, m.in. w Krakowie, Katowicach, Lublinie, Białymstoku, Kielcach, Opolu, Radomiu i Toruniu. Akcja ta zakończyła się niepowodzeniem, gdyż część parlamentarzystów OKP umożliwiła wybór Wojciecha Jaruzelskiego.
13 października 1989 KPN zainicjowała w Katowicach akcję okupowania lokali PZPR i jej „przybudówek”. Akcja objęła cały kraj i trwała kilkanaście tygodni. Okupowano łącznie około 120 komitetów PZPR na różnym szczeblu, a także lokale ZSMP oraz PRON. Celem tej akcji było wypieranie komunistów z przestrzeni publicznej oraz zapewnienie równego traktowania wszystkich organizacji politycznych, także tych, które nie wzięły udziału w rozmowach Okrągłego Stołu. Do akcji przyłączyły się także inne radykalne grupy młodzieży (m.in. FMW, NZS, Ruch WiP). Na żądanie ministrów rządu Tadeusza Mazowieckiego (Aleksander Hall, Jacek Kuroń) przeciwko radykalnej młodzieży interweniowały siły milicyjne. Ataki na komitety miały miejsce m.in. w Katowicach, Warszawie, Lublinie, Bydgoszczy, Krakowie, Wodzisławiu Śląskim, Białymstoku, Gdańsku, Łodzi, Poznaniu, Przemyślu, Rzeszowie i Wrocławiu. Do największych zamieszek doszło w listopadzie i grudniu 1989 Krakowie, gdzie demonstranci usiłowali zniszczyć pomnik Lenina. Ostatecznie został on zdemontowany przez władze jeszcze w 1989. Największe natężenie wystąpień miało miejsce w styczniu 1990 – przed i po samorozwiązaniu PZPR.
Podczas aksamitnej rewolucji w Czechosłowacji rada polityczna KPN wydała oświadczenie wyrażające solidarność ze słusznymi żądaniami Czechów i Słowaków, pragnących żyć we własnym kraju w warunkach demokracji i wolności oraz sprzeciwiające się rozwiązaniom siłowym w celu stłumienia tej rewolucji. Jeden z Konfederatów przekazał to oświadczenie demonstrantom w Pradze i Bratysławie.
Pod hasłem Sowieci do domu KPN prowadziła od 23 sierpnia do 17 września 1990 blokadę jednostek Armii Radzieckiej stacjonujących w Polsce. Zablokowano kilkadziesiąt baz wojsk sowieckich i zajęto m.in. budynek Sztabu Północnej Grupy Wojsk Sowieckich. Akcja ta doprowadziła do wszczęcia rozmów międzypaństwowych nt. wycofania wojsk ZSRR z Polski.
KPN, jako jedyna siła polityczna kontestująca porządek ustanowiony przy Okrągłym Stole, zebrała wymagane 100 000 podpisów i zarejestrowała swego kandydata (Leszka Moczulskiego) w wyborach prezydenckich w 1990. Dzięki temu Konfederacja uzyskała po raz pierwszy w swej historii możliwość przedstawienia polskiemu społeczeństwu swojego programu za pomocą środków masowego przekazu. Nie zdołała jednak pozyskać środków finansowych na kampanię wyborczą (rekordowo niski budżet Leszka Moczulskiego stanowił zaledwie 4% budżetu Lecha Wałęsy i 17% budżetu Włodzimierza Cimoszewicza). W rezultacie Leszek Moczulski w wyborach prezydenckich zajął ostatnie, szóste miejsce, zdobywając 2,50% głosów.
Po obradach Okrągłego Stołu, w 1990, z partii odeszła grupa działaczy, którzy utworzyli KPN – Frakcję Demokratyczną, popierając Lecha Wałęsę. Ugrupowanie to w 1991 współtworzyło partię Koalicja Republikańska.
W wyborach parlamentarnych w 1991 KPN odniosła największy sukces po 1989, zdobywając w 7,50% głosów, co dało jej wraz z listami sojuszniczymi 51 mandatów w Sejmie oraz 4 w Senacie. W Sejmie I kadencji była jedną z sześciu największych partii politycznych. 6 grudnia 1991 poparła kandydaturę Jana Olszewskiego na premiera, jednak później zerwała rozmowy koalicyjne. Tego samego dnia złożyła wstępny wniosek o pociągnięcie do odpowiedzialności konstytucyjnej oraz do odpowiedzialności karnej osób odpowiedzialnych za wprowadzenie stanu wojennego (postępowanie w tej sprawie zostało umorzone przez Sejm II kadencji w 1996). 31 stycznia 1992 Sejm odrzucił już w 1. czytaniu wniesiony przez KPN projekt ustawy o restytucji niepodległości przewidujący rozliczenie z dziedzictwem komunistycznej przeszłości, w tym dekomunizację i lustrację. 26 maja 1992 KPN poparła projekt uchwały lustracyjnej Sejmu. W nocy 2 czerwca 1992 załamały się ponowne rozmowy między KPN a Janem Olszewskim w sprawie poszerzenia koalicji. W tych czasie Olszewski i Antoni Macierewicz ujawnili wybranym przywódcom KPN (Wójcikowi i Słomce) materiały SB mające świadczyć o współpracy Moczulskiego z SB w latach 1969–1977. Zdaniem kierownictwa KPN była to próba szantażu w celu ratowania mniejszościowego rządu. Gdy 4 czerwca 1992 ujawniona została lista Macierewicza, KPN poparła wniosek o odwołanie rządu Jana Olszewskiego, a w debacie sejmowej Adam Słomka zarzucił członkom rządu działania „politycznie niegodziwe i moralnie obrzydliwe”. KPN poparła też 5 czerwca 1992 powołanie Waldemara Pawlaka na premiera, ale już 16 czerwca 1992 zerwała rozmowy koalicyjne. KPN wstrzymała się od głosu, gdy Sejm powoływał premier Hannę Suchocką. Potem stanowczo występowała przeciwko polityce gospodarczej tego rządu, dwukrotnie zgłaszając wniosek o wotum nieufności wobec ministra przekształceń własnościowych w rządzie Suchockiej Janusza Lewandowskiego (w 1992 i w 1993) oraz występując przeciwko Programowi Powszechnej Prywatyzacji forsowanemu przez ten rząd.
KPN była jednym z sześciu komitetów wyborczych, które dostały się do Sejmu II kadencji (1993–1997). W wyborach uzyskała 5,77% głosów, zdobywając 22 mandaty. Wobec dominacji w Sejmie ugrupowań wywodzących się z PRL KPN przez całą kadencję pozostawała w opozycji.
Równocześnie zaczął narastać kryzys wewnętrzny w partii, co doprowadziło w 1994 do odejścia grupy działaczy jako tzw. Frakcji Reformatorskiej KPN. Na czele tej grupy stali posłowie Piotr Aszyk z Gdańska i Leszek Smykowski ze Szczecina oraz Zbigniew Frost – szef KPN w Gdańsku. Rozłamowcy zwołali nadzwyczajny kongres Frakcji Reformatorskiej KPN, który został przerwany atakiem partyjnej bojówki, która przy użyciu noży, kastetów i kamieni uniemożliwiła obrady.

#### Rozłam w 1996 i upadek znaczenia
Kryzys KPN pogłębił się wraz z następnym rozłamem: 16 marca 1996 powstała KPN – Obóz Patriotyczny Adama Słomki. KPN i KPN-OP weszły w skład bloku Akcja Wyborcza Solidarność. Jednak tuż przed wyborami w 1997 KPN wycofała się z uczestnictwa w AWS, tworząc komitet wyborczy pod nazwą „Porozumienie Prawicy Polskiej”, który rozwiązał się w przeddzień głosowania, po wykorzystaniu bezpłatnego czasu antenowego w mediach publicznych. Wbrew wezwaniu Leszka Moczulskiego kilku działaczy KPN pozostało jednak w AWS i weszli do Sejmu bądź Senatu: Grzegorz Cygonik, Krzysztof Kamiński, Andrzej Tadeusz Mazurkiewicz oraz Dariusz Wójcik.
W wyborach parlamentarnych w 2001 KPN startowała z list koalicji wyborczej Akcja Wyborcza Solidarność Prawicy i zdobyła 10 294 głosy, tj. 0,08%. KPN wystawiła w tych wyborach 43 kandydatów do Sejmu RP. Cała AWSP nie osiągnęła progu wymaganego dla koalicji wyborczych (wynoszącego 8%), uzyskując 5,60%.
W 2003 Sąd Okręgowy w Warszawie wykreślił KPN z rejestru partii politycznych. Powodem wykreślenia było nieterminowe złożenie sprawozdania finansowego z kampanii wyborczej do samorządów lokalnych w 2002. Działalność partii zamarła, jednak nie została ona rozwiązana. W wyborach do Parlamentu Europejskiego w 2004 działacze KPN startowali z list Narodowego Komitetu Wyborczego Wyborców, który nie osiągnął progu wyborczego. W 2006 Adam Słomka próbował zjednoczyć kilka niewielkich i niezarejestrowanych ugrupowań pod szyldem Konfederacji, ale nie udało mu się zarejestrować takiego ugrupowania. Równocześnie członkowie KPN z Krakowa, Siedlec, Warszawy, Poznania i Śląska doprowadzili w 2007 do zebrania podpisów i złożenia wniosku o ponowną rejestrację KPN. W 2007 KPN została ponownie wpisana do ewidencji. We wrześniu 2007 w Krakowie odbył się I Kongres odbudowanej partii, który wyłonił nowe władze. Leszek Moczulski został uhonorowany tytułem „Honorowego Przewodniczącego KPN”. Przewodniczącym KPN został Władysław Borowiec.
Od czasu ponownej rejestracji KPN nie brała udziału w wyborach krajowych ani europejskich. W wyborach prezydenckich w 2010 partia nie udzieliła poparcia żadnemu z kandydatów, zachęcając jednak do głosowania.
12 stycznia 2018 KPN ostatecznie została wykreślona z ewidencji partii politycznych przez Sąd Okręgowy w Warszawie.
7 września 2019 w Muzeum Żołnierzy Wyklętych i Więźniów Politycznych PRL w Warszawie odbyła się uroczysta prezentacja znaczka pocztowego emisji z okazji 40. rocznicy powstania Konfederacji Polski Niepodległej z udziałem m.in. dyrektora muzeum Jacka Pawłowicza, szefa Urzędu do Spraw Kombatantów i Osób Represjonowanych Jana Józefa Kasprzyka, ówczesnego prezesa Poczty Polskiej Przemysława Sypniewskiego, prezesa Instytutu Historycznego Nurtu Niepodległościowego im. Andrzeja Ostoja-Owsianego Andrzeja Chyłki i poseł na Sejm RP Ewy Tomaszewskiej, która odczytała list od marszałek Sejmu RP Elżbiety Witek. 12 grudnia 2019 z okazji 40-lecia powstania Konfederacji Polski Niepodległej w siedzibie Najwyższej Izby Kontroli odbyła się uroczystość udekorowania prezesa NIK Mariana Banasia symbolicznym Krzyżem „Zasłużony dla KPN”. Członkowie zarządu Instytutu Historycznego Nurtu Niepodległościowego im. Andrzeja Ostoja-Owsianego (IHOO), Zbigniew Andrzej Adamczyk i Krzysztof Lancman, przekazali w uzasadnieniu, że Krzyż to forma upamiętnienia tego, „co robił w tych trudnych latach, co Polska jest winna” i wyrazili uznanie „dla działalności w tamtym czasie i w czasach obecnych”. Odznaczenie miało związek z działalnością prezesa NIK Mariana Banasia w szeregach KPN, a także w Ruchu Obrony Praw Człowieka i Obywatela w latach 1979–1981. 12 grudnia 2019 w reakcji na odznaczenie Mariana Banasia założyciel i wieloletni lider KPN Leszek Moczulski w oświadczeniu opublikowanym przez ówczesnego posła PO i byłego członka KPN Zbigniewa Konwińskiego wyraził swój sprzeciw wobec decyzji o odznaczeniu Mariana Banasia i ogłosił podjęcie decyzji o rozwiązaniu kapituły oraz domagał się zaprzestania używania nazwy KPN.

## Symbolika
Konfederacja Polski Niepodległej posługiwała się barwami biało-czerwonymi. Godłem KPN był Orzeł Biały w złotej koronie ze znakiem Polski Walczącej na piersi, na biało-czerwonym polu z napisem od lewej strony „Konfederacja Polski Niepodległej”. Hasłem KPN było: „Wolność i Niepodległość”.

## Złota Odznaka Za Zasługi dla Konfederacji Polski Niepodległej
Odznaka pamiątkowa (nadawana także pośmiertnie) wprowadzona dla upamiętnienia wysiłku członków i współpracowników Konfederacji Polski Niepodległej w latach 1979–1994 oraz osób szczególnie zasłużonych w walce o wolność i niepodległość Polski. Kapitule Złotej Odznaki Za Zasługi przewodniczyli Leszek Moczulski oraz Andrzej Ostoja-Owsiany. Po śmierci Andrzeja Ostoja-Owsianego w kwietniu 2008 powstał zarejestrowany 22 czerwca 2009 Instytut Historyczny Nurtu Niepodległościowego im. Andrzeja Ostoja-Owsianego, w skład którego wchodzą byli i obecni posłowie, byli i obecni działacze samorządowi oraz ludzie, którzy pełnili wysokie funkcje w Konfederacji Polski Niepodległej. Głównym deklarowanym celem działalności instytutu jest przywoływanie i utrwalanie pamięci o zdarzeniach, ludziach oraz miejscach związanych z Nurtem Niepodległościowym Rzeczypospolitej Polskiej.

## Poparcie
| Wybory | Poparcie | Zmiana punktów procentowych | Mandaty (Sejm) | Zmiana | Mandaty (Senat) | Zmiana |
| ------ | -------- | --------------------------- | -------------- | ------ | --------------- | ------ |
| 1991   | 7,50%    | –                           | 46             | –      | 4               | –      |
| 1993   | 5,77%    | 1,73                        | 22             | 24     | 0               | 4      |
| 1997   | –        | –                           | –              | –      | –               | –      |
| 2001   | –        | –                           | –              | –      | –               | –      |

| Wybory | Kandydat         | Głosowanie | Poparcie | Uwagi                             |
| ------ | ---------------- | ---------- | -------- | --------------------------------- |
| 1990   | Leszek Moczulski | I tura     | 2,5%     | Kandydat nie przeszedł do II tury |
| 1995   | Leszek Moczulski | –          | –        | Kandydat wycofał się              |

## Nawiązania w kulturze
- Nazwa KPN pojawia się w piosence zespołu Big Cyc pt. „Makumba”. Tekst mówi o tym, iż tytułowy Makumba, czyli imigrant z Afryki, nie został przyjęty do partii.
- Na pierwszej płycie zespołu Piersi z 1992 pojawia się piosenka pt. „Marsz KPN”. Tekst nawiązuje do postulatu wycofania wojsk rosyjskich z Polski, który kojarzył się z KPN w związku z akcją okupacji baz sowieckich w Polsce, zainicjowaną przez tę partię[76].